# Kóbor Elek
Kóbor Elek, született: Gärtner (Budapest, 1889. április 20. – Budapest, 1969.) magyar szobrász. 

## Életrajza
Szülei Gärtner Henrik fodrász és Ellek Antónia. 1910 és 1913 között a Budapesti Iparművészeti Iskola díszítőszobrász szakán tanult, ahol mesterei Mátrai Lajos és Simay Imre voltak. Ezután 1913 és 1916 között a Magyar Képzőművészeti Főiskola tanulója volt, itteni mesterei Radnai Béla és Strobl Alajos. 1917. február 18-án Erzsébetfalván feleségül vette Komlós Irma magántisztviselőnőt. Munkái természetelvű szobrok, kisplasztikák és érmek. Realisztikusan mintázott szoborműveivel (Diszkoszvető, Táncosnő stb.) 1914-től vett részt a Műcsarnok és a Nemzeti Szalon tárlatain. 1927-ben és 1929-ben kollektív kiállítása volt a Nemzeti Szalonban. 